# Las Rozas (Cangas de Onís)
Las Rozas (en asturiano y oficialmente: Les Roces) es un lugar que pertenece a la parroquia de Villanueva en el concejo de Cangas de Onís (Principado de Asturias). Se encuentra a 44 m s. n. m. y está situada a 4,70 km de la capital del concejo, la ciudad de Cangas de Onís. 

## Población
En 2020 contaba con una población de 119 habitantes (INE, 2020) repartidos en un total de 49 viviendas (INE, 2010).